# Nannocoryne mammylia
Nannocoryne mammylia är en nässeldjursart som beskrevs av Bouillon och Grohmann 1995. Nannocoryne mammylia ingår i släktet Nannocoryne och familjen Corynidae. Inga underarter finns listade i Catalogue of Life.